# Aurora Claramunt Soro
Aurora Claramunt Soro   (Barcelona, 18 de maig de 1948) és una presentadora i realitzadora de televisió catalana.
Després d'una breu carrera musical com a solista, va començar a treballar a la seu de Televisió Espanyola a Catalunya. La popularitat li va arribar quan Chicho Ibáñez Serrador a finals de 1972 li va proposar substituir Ágata Lys com a hostessa en la primera etapa del concurs Un, dos, tres... responda otra vez.
La fama aconseguida li va servir de trampolí per llançar-se al món del cinema. No obstant això, només va intervenir en una pel·lícula: Celos, amor y Mercado Común (1973), d'Alfonso Paso, amb Tony Leblanc, Cassen, Fernando Esteso i Juanito Navarro.
Després d'aquesta única experiència cinematogràfica, va tornar a TVE i va presentar diversos programes per al Circuit de Catalunya i alguns altres també per a la resta d'Espanya, encara que sempre des dels estudis de Miramar a Barcelona: Tiempo libre (1978) amb Fernando Rodríguez Madero; Canciones de una vida (1979) amb José Luis Barcelona o Musical Popular. Cita con... (1980). En l'emissió del 10 de gener de 1980 de Musical popular. Cita con…, el cantant Raimon es va posar de nou davant les càmeres de TVE després de setze anys d'absència. Aquest últim programa va tenir també la seva versió en català (Cita amb…), de la qual se'n va fer trenta-nou edicions, la darrera el 27 de març de 1983, i Aurora Claramunt en va ser copresentadora.
Més endavant, va passar a l'altre costat de la càmera, i el 1993 va dirigir No me cortes, un magazine juvenil realitzat a Sitges i presentat per Marc Martínez, César Heinrich, Marta Serra i Cristina Serrano.
En els següents anys va seguir dirigint programes per al circuit català de TVE. Un dels seus últims programes va ser sobre la Passarel·la Gaudí, emès l'1 d'octubre de 2005.
Els seus últims anys d'activitat professional els va desenvolupar com a responsable del departament de promocions de TVE Catalunya fins a la seva desvinculació el 2007 amb motiu d'un expedient de regulació d'ocupació.